# Khawla bint al-Azwar
Khawla bint al-Azwar (in arabo خولة بنت الأزور ‎?; La Mecca, VII secolo – Deir 'Alla, 639) è stata una condottiera araba durante le conquiste islamiche del Sham (Siria, Libano e Palestina) del VII secolo.

## Biografia
Khawla era la  figlia di Sayyid, detto Al-Azwar, capo del clan di Banu Asad della tribù dei Banu Quraysh della Mecca e la sorella di Dirar ibn al-Azwar cavaliere dell'esercito dei Rashidun. 
Secondo diverse fonti storiche tra cui al-Waqidi, Khawla partecipò attivamente a diversi combattimenti della Battaglia dello Yarmuk del 636 d.C.
L’unità militare femminile irachena e la prima accademia militare femminile emiratense, nonché strade e scuole in tutto il mondo arabo, sono chiamate Khawla bint al-Azwar in suo onore.